# العلاقات الإسواتينية السلوفاكية
العلاقات الإسواتينية السلوفاكية هي العلاقات الثنائية التي تجمع بين إسواتيني وسلوفاكيا.

## مقارنة بين البلدين
هذه مقارنة عامة ومرجعية للدولتين:
| وجه المقارنة                                              | إسواتيني                                   | سلوفاكيا                                                       |
| --------------------------------------------------------- | ------------------------------------------ | -------------------------------------------------------------- |
| المساحة (كم2)                                             | 17.36 ألف                                  | 49.03 ألف                                                      |
| عدد السكان (نسمة)                                         | 1.37 مليون                                 | 5.44 مليون                                                     |
| الكثافة السكانية (ن./كم²)                                 | 78.92                                      | 110.95                                                         |
| العاصمة                                                   | لوبامبا، مبابان                            | براتيسلافا                                                     |
| اللغة الرسمية                                             | لغة إنجليزية، لغة سوازي                    | اللغة السلوفاكية                                               |
| العملة                                                    | ليلانغيني سوازيلندي                        | كرونة سلوفاكية، يورو                                           |
| الناتج المحلي الإجمالي (بليون دولار)                      | 4.41 مليار                                 | 95.77 مليار                                                    |
| الناتج المحلي الإجمالي (تعادل القوة الشرائية) بليون دولار | 11.13 مليار                                | 162.34 مليار                                                   |
| الناتج المحلي الإجمالي الاسمي للفرد دولار أمريكي          | 3.20 ألف                                   | 16.09 ألف                                                      |
| الناتج المحلي الإجمالي للفرد دولار أمريكي                 | 8.29 ألف                                   | 30.46 ألف                                                      |
| مؤشر التنمية البشرية                                      | 0.531                                      | 0.844                                                          |
| رمز المكالمات الدولي                                      | +268                                       | +421                                                           |
| رمز الإنترنت                                              | .sz                                        | .sk                                                            |
| المنطقة الزمنية                                           | التوقيت القياسي لجنوب أفريقيا، ت ع م+02:00 | توقيت وسط أوروبا، ت ع م+01:00، ت ع م+02:00، أوروبا/براتيسلافا ‏ |

## منظمات دولية مشتركة
يشترك البلدان في عضوية مجموعة من المنظمات الدولية، منها:
| علم المنظمة | اسم المنظمة                               | تاريخ انضمام إسواتيني | تاريخ انضمام سلوفاكيا |
| ----------- | ----------------------------------------- | --------------------- | --------------------- |
|             | مؤسسة التنمية الدولية                     | 22 سبتمبر 1969        | 1993                  |
|             | يونسكو                                    | 25 يناير 1978         | 9 فبراير 1993         |
|             | وكالة ضمان الاستثمار متعدد الأطراف        | 18 أبريل 1990         | 1993                  |
|             | الأمم المتحدة                             | 24 سبتمبر 1968        | 19 يناير 1993         |
|             | الاتحاد البريدي العالمي                   | ?                     | ?                     |
|             | البنك الدولي للإنشاء والتعمير             | 22 سبتمبر 1969        | 1993                  |
|             | الاتحاد الدولي للاتصالات                  | 11 نوفمبر 1970        | 23 فبراير 1993        |
|             | منظمة حظر الأسلحة الكيميائية              | ?                     | ?                     |
|             | مؤسسة التمويل الدولية                     | 22 سبتمبر 1969        | 1993                  |
|             | المركز الدولي لتسوية المنازعات الاستشارية | 14 يوليو 1971         | 26 يونيو 1994         |
|             | منظمة التجارة العالمية                    | ?                     | ?                     |
|             | منظمة الشرطة الجنائية الدولية             | ?                     | ?                     |

## وصلات خارجية
- موقع وزارة الخارجية السلوفاكية